# Línia evolutiva de Tentacool
Aquesta línia evolutiva de Pokémon inclou Tentacool, i Tentacruel.

## Tentacool
Tentacool és una de les espècies que apareixen a la franquícia Pokémon, una sèrie de videojocs, anime, mangues, llibres, cartes col·leccionables i altres mitjans que va ser inventada per Satoshi Tajiri i ha generat milers de milions de dòlars en beneficis per a Nintendo i Game Freak. És de tipus aigua i verí. Evoluciona a Tentacruel.

## Tentacruel
Tentacruel és una de les espècies que apareixen a la franquícia Pokémon, una sèrie de videojocs, anime, mangues, llibres, cartes col·leccionables i altres mitjans que va ser inventada per Satoshi Tajiri i ha generat milers de milions de dòlars en beneficis per a Nintendo i Game Freak. És de tipus aigua i verí. Evoluciona de Tentacool.